# ناحیه داور، شهرستان پوپ، آرکانزاس
ناحیه داور، شهرستان پوپ، آرکانزاس (به انگلیسی: Dover Township) یک منطقهٔ مسکونی در ایالات متحده آمریکا است که در شهرستان پوپ، آرکانزاس واقع شده‌است. ناحیه داور ۵٬۲۷۷ نفر جمعیت دارد و ۱۲۴٫۰۶ متر بالاتر از سطح دریا واقع شده‌است.